# Batocera numitor
Batocera numitor är en skalbaggsart som beskrevs av Newman 1842. Batocera numitor ingår i släktet Batocera och familjen långhorningar.
Artens utbredningsområde är:
- Laos.
- Burma.
- Filippinerna.
- Sulawesi.

Inga underarter finns listade.